# Ira Einhorn
Pour les articles homonymes, voir Ira et Einhorn.
Ira Samuel Einhorn, né le 15 mai 1940 à Philadelphie (Pennsylvanie) et mort le 3 avril 2020 à Somerset (Pennsylvanie), est un militant hippie américain d'extrême gauche et un gourou des années 1960 et 70, condamné à la prison à perpétuité pour le meurtre de sa compagne Holly Maddux en 1977. Il était surnommé « The Unicorn Killer » , la licorne (traduction de son nom en allemand) tueuse.

## Biographie

### Activisme politique
Actif durant les années 1960 et 70 dans l'opposition à la guerre du Viêt Nam, Ira Einhorn était considéré comme le leader du mouvement hippie de Philadelphie.
Militant écologiste actif, il revendiqua être l'un des créateurs de la « Journée de la Terre » en 1970, où il était maître de cérémonie, ce que les autres organisateurs contestent.

### Vie privée
Après ses études en Pennsylvanie, Ira Einhorn entretint pendant 5 ans une relation conjugale avec Holly Maddux, une jeune étudiante originaire de Tyler au Texas.
Il était alors considéré comme une sorte de gourou qui professait des théories scientifiques élaborées sur la psychotronique mais aussi revendiquait la liberté sexuelle pour lui-même. Il fut également candidat à la mairie de Philadelphie.
En 1977, Maddux rompait sa relation avec Ira Einhorn et s'enfuit à New York où elle commença une liaison avec Saul Lapidus.
Le 9 septembre 1977, Ira Einhorn parvint par téléphone à la convaincre de revenir à Philadelphie pour avoir une explication de vive voix.
Elle revint alors chez Ira Einhorn et on ne la revit plus jamais. Questionné par la police, il indiqua qu'Holly Maddux avait prétendu avoir besoin de passer un coup de fil et était partie sans jamais revenir. Sa version commença à s'effriter après que ses voisins se furent plaints d'odeurs nauséabondes provenant de son appartement. C'est la famille d'Holly Maddux qui poussa la police criminelle à ouvrir une enquête et ce sont des détectives privés, engagés par le père d'Holly Maddux, qui les convainquirent de perquisitionner l'appartement d'Ira Einhorn.

### Affaire criminelle
Dix-huit mois après sa disparition, le corps de Holly Maddux fut alors découvert, en état de décomposition avancée, dans une malle située dans une réserve de l'appartement d'Ira Einhorn. L'autopsie révéla que la jeune femme était morte des suites d'un traumatisme cranien mais avait été enfermée vivante dans la malle. La caution pour la libération d'Ira Einhorn fut fixée à 40 000 dollars. Son avocat était  Arlen Specter. La caution fut payée par Barbara Bronfman, une militante socialiste de Montréal, par ailleurs membre d'une riche famille canadienne.
En 1981, peu de temps avant l'ouverture de son procès pour meurtre, Ira Einhorn prit alors la fuite à l'étranger, où il vécut sous des noms d'emprunt. Il voyagea en Europe pendant les seize années suivantes. Il se maria avec Annika Flodin.
En 1993, il fut condamné par contumace à la prison à perpétuité.
En 1997, Ira Einhorn fut identifié en France, où il s'était installé avec son épouse et vivait sous le nom d’Eugene Mallon  à Champagne-Mouton.
Cependant, des incohérences dans le traité d'extradition empêchaient la France de renvoyer Ira Einhorn aux États-Unis du fait que la contumace en Pennsylvanie ne prévoyait pas de possibilité de nouveaux procès. Les partisans d’Ira Einhorn invoquaient aussi le risque que ce dernier soit condamné à la peine de mort en cas de nouveau procès. C'est pourquoi la cour d'appel de Bordeaux refusa de valider la demande d'extradition d’Ira Einhorn et le libéra sous contrôle judiciaire. L'arrêt de la Cour fut très mal perçu par les États-Unis. Trente-cinq membres du Congrès signèrent une lettre envoyée à Jacques Chirac demandant l'extradition du criminel mais il refusa, invoquant la séparation des pouvoirs. L’assemblée de Pennsylvanie décida en 1998 de voter une loi spéciale permettant aux condamnés par contumace de bénéficier d’un second procès.
Le gouvernement français de Lionel Jospin accepta finalement en 2001 de procéder à son extradition.
Lors de son procès, Ira Einhorn n'apporta aucune preuve du complot politique dont il prétendait avoir été victime : le témoignage de plusieurs anciennes compagnes le fit au contraire apparaître comme un tyran domestique capable de graves violences. Le 17 octobre 2002, le jury n'eut aucun doute sur sa culpabilité et, après deux heures de délibération, le condamna à la prison à vie sans possibilité de libération conditionnelle,.